# Грачан, Ненад
Ненад Грачан (хорв. Nenad Gračan; 23 января 1962, Риека, Хорватия, Югославия) — югославский и хорватский футболист, тренер.

## Карьера

### Игровая
В качестве футболиста выступал на позиции полузащитника. Долгие годы Грачан играл за родную «Риеку», из которой он перешел в «Хайдук». В 1989 году хавбек переехал в Испанию, где он отыграл четыре сезона за команду Примеры «Реал Овьедо». Завершил свою карьеру Грачан в «Риеке». В клубе он выполнял роль играющего тренера.

### В сборной
В 1984 году полузащитник в составе национальной команды принял участие в Олимпийских играх в Лос-Анджелесе. На них Грачан помог своим партнерам завоевать бронзовые медали. На его счету также десять матчей за основную сборную Югославии.

### Тренера
За свою тренерскую карьеру Ненад Грачан поработал с ведущими клубами страны («Риека», «Хайдук», «Динамо» (Загреб)), однако особых успехов он с ними не добивался. Несколько лет специалист возглавлял молодежную сборную Хорватии.

## Достижения

### Футболиста
- Бронзовый призёр Олимпийских игр: 1984.
- Обладатель Кубка Югославии: 1986/87.

### Тренера
- Серебряный призёр чемпионата Хорватии: 1998/99.